# Грузинська радянська енциклопедія

Обкладинка Грузинської радянської енциклопедії

Грузи́нська радя́нська енциклопе́дія, ГРЕ (груз. ქართული საბჭოთა ენციკლოპედია, ქსე) — перша універсальна енциклопедія грузинською мовою. Її випустила головна редакція ГРЕ на основі постанови ЦК КПГ і Ради міністрів СРСР від 24 вересня 1965 року в 12 томах. Останній, 12-ий том присвячено виключно Грузинській РСР було випущено грузинською та російською мовами.
Голови редакційної колегії:
- 1965—1992 рр. — Іраклій Абашидзе
- 1992—2006 рр. — Автанділ Сакварелідзе
- з 2006 р. — Зураб Абашидзе

Головний редактор — Роїн Метревелі